# Топрахисар
Топрахисар (на румънски: Topraisar) е село в окръг Кюстенджа (Констанца), Северна Добруджа, Румъния.

## История
По време на Първата световна война, в района на селото, се провеждат поредица от военни сблъсъци, известни като Боеве при Кубадинската позиция.

## Личности
Починали в Топрахисар
- Владимир Димитров Ковачев, български военен деец, подпоручик, загинал през Първата световна война[1]
- Петър Атанасов Бадев, български военен деец, поручик, загинал през Първата световна война[2]
- Станчо Стефанов Марашлиев, български военен деец, майор, загинал през Първата световна война[3]